# Яконовка
Яконо́вка — село в Уссурийском городском округе Приморского края. Входит в состав Пушкинской территории.

## География
Село Яконовка стоит на правом берегу реки Борисовка, примерно в двух километрах до впадения в неё реки Кроуновка.
Село Яконовка расположено к юго-западу от Уссурийска, расстояние по прямой около 20 км.
Дорога к селу Яконовка идёт на юго-запад от села Борисовка через Корсаковку. Расстояние до Корсаковки около 5 км, до Борисовки около 15 км, до Уссурийска около 30 км.
На юг от Яконовки идёт дорога к селу Пушкино, расстояние около 10 км.

## Население
| 1915 | 2002 | 2010 |
| ---- | ---- | ---- |
| 618  | ↘283 | ↗291 |

## Улицы
| - пер. Второй ключ, - пер. Дачный, - ул. Лесная, - ул. Луговая, - пер. Первый ключ, | - ул. Полевая, - ул. Раздольная, - ул. Речная, - ул. Советская, - ул. Центральная. |

## Экономика
Сельскохозяйственные предприятия Уссурийского городского округа.